# Elezioni legislative in Francia del 1962
Le elezioni legislative in Francia del 1962 si tennero il 18 novembre (primo turno) e il 25 novembre (secondo turno).

## Risultati
| Liste                                                          | I turno    | I turno | II turno   | II turno | Seggi |
| Liste                                                          | Voti       | %       | Voti       | %        | Seggi |
| -------------------------------------------------------------- | ---------- | ------- | ---------- | -------- | ----- |
| Unione per la Nuova Repubblica - Unione Democratica del Lavoro | 5.855.744  | 31,94   | 6.169.890  | 40,36    | 233   |
| Movimento Repubblicano Popolare                                | 1.665.695  | 9,08    | 821.635    | 5,45     | 36    |
| Centro Nazionale degli Indipendenti e dei Contadini            | 1.404.177  | 7,66    | -          | -        | 28    |
| Repubblicani Indipendenti                                      | 1.089.348  | 5,94    | 1.444.666  | 9,46     | 27    |
| Maggioranza presidenziale                                      | 10.014.964 | 54,62   | 8.436.191  | 55,27    | 324   |
| Partito Comunista Francese                                     | 4.003.553  | 21,84   | 3.195.763  | 20,94    | 41    |
| Sezione Francese dell'Internazionale Operaia                   | 2.298.729  | 12,54   | 2.264.011  | 14,83    | 65    |
| Partito Radicale                                               | 1.429.649  | 7,79    | 1.172.711  | 7,68     | 44    |
| Unione della Sinistra                                          | 8.159.398  | 44,50   | 6.770.616  | 44,34    | 152   |
| Altre Liste                                                    | 159.429    | 0,87    | 52.245     | 0,34     | -     |
| Totale                                                         | 18.333.791 |         | 15.208.101 |          | 465   |